# Asztalitenisz a 2024. évi nyári olimpiai játékokon
A 2024. évi nyári olimpiai játékokon az asztalitenisz versenyszámait július 27. és augusztus 10. között rendezték. A versenyeknek a Paris Expo Porte de Versailles központban lévő South Paris Arena adott otthont.

## Időrend
| S | Selejtezők | N | Negyeddöntők | E | Elődöntők | D | Döntő |

| júl. / aug.  | 27. | 28. | 29. | 30. | 31. | 1. | 2. | 3. | 4. | 5. | 6. | 7. | 8. | 9. | 10. |
| ------------ | --- | --- | --- | --- | --- | -- | -- | -- | -- | -- | -- | -- | -- | -- | --- |
| Férfi egyéni | S   | S   | S   | S   | S   | N  | E  |    | D  |    |    |    |    |    |     |
| Férfi csapat |     |     |     |     |     |    |    |    |    | S  | S  | N  | E  | D  |     |
| Női egyéni   | S   | S   | S   | S   | S   | N  | E  | D  |    |    |    |    |    |    |     |
| Női csapat   |     |     |     |     |     |    |    |    |    | S  | S  | N  | E  |    | D   |
| Vegyes páros | S   | N   | E   | D   |     |    |    |    |    |    |    |    |    |    |     |

## Éremtáblázat
(A táblázatokban a rendező nemzet sportolói eltérő háttérszínnel, az egyes számoszlopok legmagasabb értéke vagy értékei vastagítással kiemelve.)
| A 2024. évi nyári olimpiai játékok éremtáblázata asztaliteniszben | A 2024. évi nyári olimpiai játékok éremtáblázata asztaliteniszben | A 2024. évi nyári olimpiai játékok éremtáblázata asztaliteniszben | A 2024. évi nyári olimpiai játékok éremtáblázata asztaliteniszben | A 2024. évi nyári olimpiai játékok éremtáblázata asztaliteniszben | Olimpia  |
| ----------------------------------------------------------------- | ----------------------------------------------------------------- | ----------------------------------------------------------------- | ----------------------------------------------------------------- | ----------------------------------------------------------------- | -------- |
|                                                                   | Ország                                                            | Arany                                                             | Ezüst                                                             | Bronz                                                             | Összesen |
| 1.                                                                | Kína (CHN)                                                        | 5                                                                 | 1                                                                 | 0                                                                 | 6        |
|                                                                   |                                                                   |                                                                   |                                                                   |                                                                   |          |
| 2.                                                                | Svédország (SWE)                                                  | 0                                                                 | 2                                                                 | 0                                                                 | 2        |
| 3.                                                                | Japán (JPN)                                                       | 0                                                                 | 1                                                                 | 1                                                                 | 2        |
| 4.                                                                | Észak-Korea (PRK)                                                 | 0                                                                 | 1                                                                 | 0                                                                 | 1        |
|                                                                   |                                                                   |                                                                   |                                                                   |                                                                   |          |
| 5.                                                                | Franciaország (FRA)                                               | 0                                                                 | 0                                                                 | 2                                                                 | 2        |
| 5.                                                                | Dél-Korea (KOR)                                                   | 0                                                                 | 0                                                                 | 2                                                                 | 2        |
|                                                                   |                                                                   |                                                                   |                                                                   |                                                                   |          |
| Összesen                                                          | Összesen                                                          | 5                                                                 | 5                                                                 | 5                                                                 | 15       |

## Érmesek
| A 2024. évi nyári olimpiai játékok érmesei asztaliteniszben |                                                                                       |                                                                       |                                                                                         |
| Versenyszám                                                 | Arany                                                                                 | Ezüst                                                                 | Bronz                                                                                   |
| Férfi egyes                                                 | Fan Csen-tung (Fan Zhendong) · Kína (CHN)                                             | Truls Möregårdh · Svédország (SWE)                                    | Félix Lebrun · Franciaország (FRA)                                                      |
| Férfi csapat                                                | Kína · Fan Csen-tung (Fan Zhendong) · Ma Lung (Ma Long) · Vang Csu-csin (Wang Chuqin) | Svédország · Anton Källberg · Kristian Karlsson · Truls Möregårdh     | Franciaország · Simon Gauzy · Alexis Lebrun · Félix Lebrun                              |
| Női egyes                                                   | Csen Meng (Chen Meng) · Kína (CHN)                                                    | Szun Jing-sa (Sun Yingsha) · Kína (CHN)                               | Hajata Hina · Japán (JPN)                                                               |
| Női csapat                                                  | Kína · Szun Jing-sa (Sun Yingsha) · Vang Man-jü (Wang Manyu) · Csen Meng (Chen Meng)  | Japán · Hajata Hina · Harimoto Miva · Hirano Miu                      | Dél-Korea · Sin Jubin (Shin Yu-bin) · Cson Dzsihi (Jeon Ji-hee) · I Unhje (Lee Eun-hye) |
| Vegyes páros                                                | Kína · Vang Csu-csin (Wang Chuqin) · Szun Jing-sa (Sun Yingsha)                       | Észak-Korea · Ri Dzsongsik (Ri Jong-sik) · Kim Gumjong (Kim Kum-yong) | Dél-Korea · Im Dzsonghun (Lim Jong-hoon) · Sin Jubin (Shin Yu-bin)                      |